# Alpo Koivumäki
Alpo Koivumäki, född 1939, död 13 maj 2023, var en finländsk skulptör som gjorde djur av skrot. Koivumäki försörjde sig som bonde fram till 1995 när jordbruket blev olönsamt och han behövde göra någonting annat. Han upptäcktes när Landsbygdens bildnings- och kulturförbund gjorde en kartläggning av konst på landsbygden och sökte tips på finsk särlingskonst; därefter ställde han ut i en rad länder. Sitt material fick han från skräp som lokalbefolkningen lämnade till honom.